# (300039) 2006 UT132
(300039) 2006 UT132 es un asteroide perteneciente al cinturón de asteroides, descubierto el 19 de octubre de 2006 por el equipo del Spacewatch desde el Observatorio Nacional de Kitt Peak, Arizona, Estados Unidos.

## Designación y nombre
Designado provisionalmente como 2006 UT132.

## Características orbitales
2006 UT132 está situado a una distancia media del Sol de 2,971 ua, pudiendo alejarse hasta 3,330 ua y acercarse hasta 2,611 ua. Su excentricidad es 0,120 y la inclinación orbital 1,573 grados. Emplea 1870,49 días en completar una órbita alrededor del Sol.

## Características físicas
La magnitud absoluta de 2006 UT132 es 17,1.